# ハッケシェ・ヘーフェ

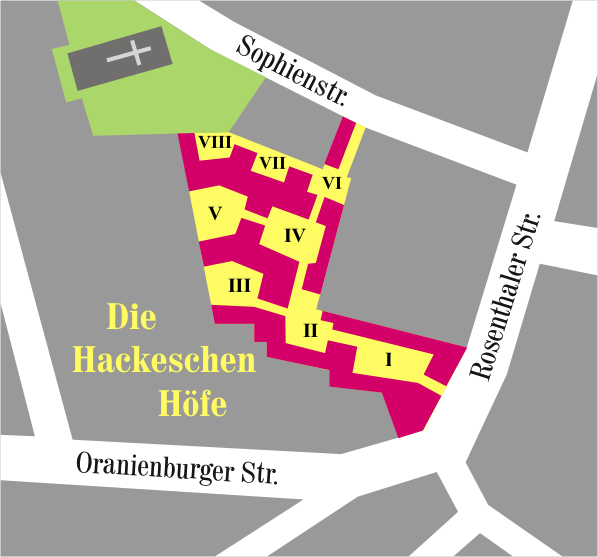
ローゼンタール通り側からもソフィーエン通り側からも入ることができる。

ハッケシェ・ヘーフェ (独: Hackesche Höfe) は、ドイツの複合施設。ベルリンのミッテ区に位置する、8つの中庭をもつ建物である。ヘーフェ (Höfe) は、ドイツ語で中庭を意味するホーフ (Hof) の複数形であり、ハッケシェ・ヘーフェはベルリンで最も規模の大きいヘーフェである。
ハッケッシェ・ヘーフェ、ハケッシャ・ホーヘ、ハッケシャー・ヘーフェ (Hackesher Höfe)、ハッケッシェン・ヘーフェ (Hackeschen Höfe)などの表記がある。

## 来歴
ハッケシェ・ヘーフェは、ガラス製品の製造業者が19世紀に土地を買い取り、アルト・バウと呼ばれる古い建物が建設されていた絶頂期に当たる1906年から1908年に建造された。設計は、建築家のクルト・ベルント (Kurt Berndt) が手掛けた。
建てられた当時、ヨーロッパ最大の集合住宅であり、ユダヤ人職人たちの住居やアトリエとして使われていた。建物は戦争によって大きな被害を受けた。東ドイツ時代、表通りに面したファサードは改築されたが、多くの中庭は半壊した状態で放置されたままになるなど荒廃していた。
1989年、建物を当初と同様のものに修復する事業計画が動き出す。ベルリンの壁が崩壊した後、旧西ベルリンと比べて家賃が安かったこともあり、アーティストや若者はハッケシェ・ヘーフェの周辺に新しい住居を求めて集まり始めていた。ドイツ再統一後の1995年から改修が行われ、その頃からショップなどが入り始める。1997年に改修工事が完了し、ハッケシェ・ヘーフェは今までにない新しい都市空間となり、やがてベルリンで最も熱気のあふれる場所といわれるまでになり、多くの観光客が訪れている。

## 構造と用途など

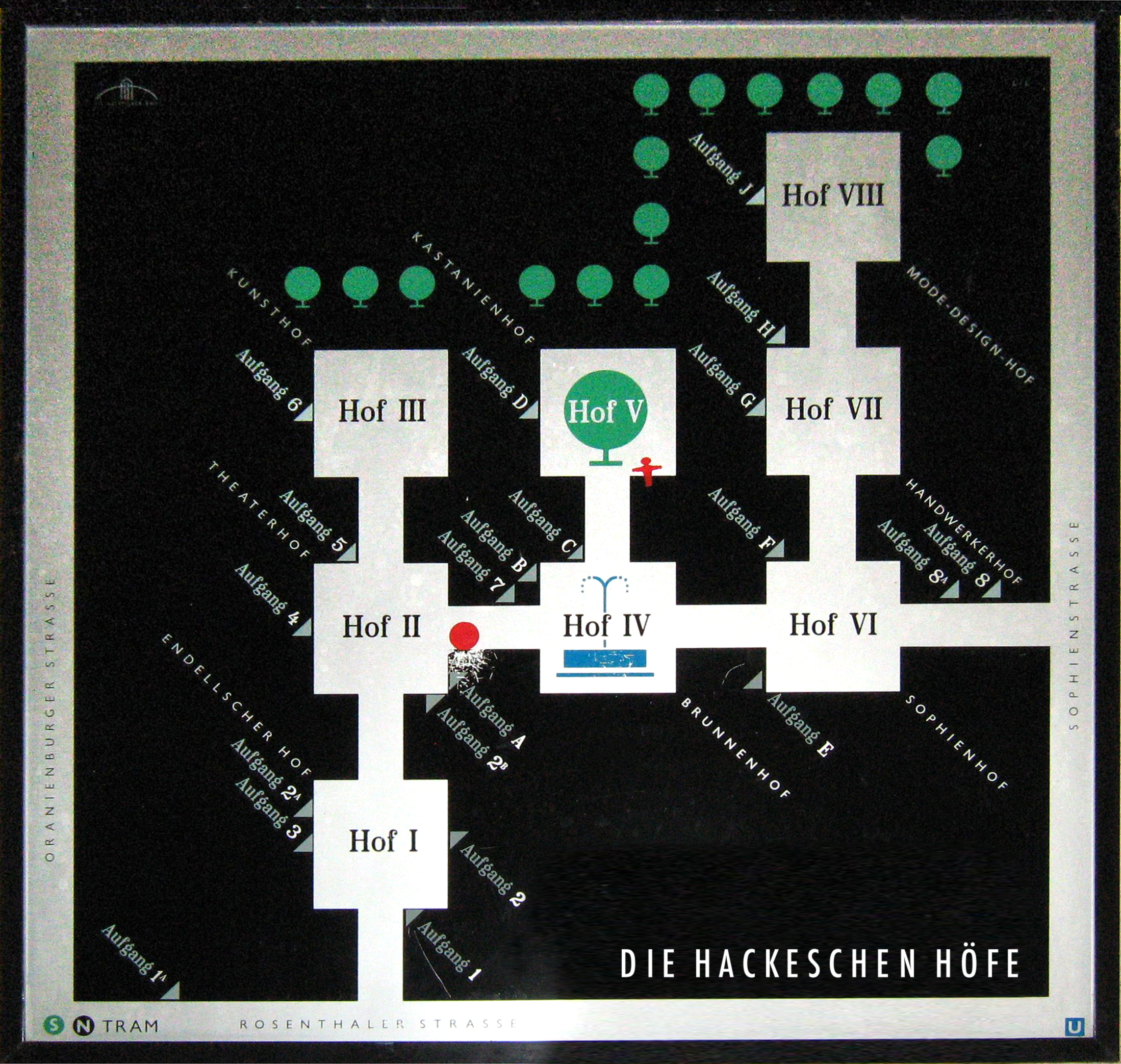
それぞれの中庭に割り当てられた数字

路面電車の走るローゼンタール通り (de:Rosenthaler Straße) に正面の出入口があり、北側のソフィーエン通り (Sophienstraße) 側にも出入口があるので通り抜けができる。
それぞれの中庭には、数字が割り当てられている。8つの中庭は、ファサードのデザインも建物の用途も異なっている。建物の1階・2階部分には、中庭に面する形でカフェやショップ、ギャラリー、劇場、映画館などが設けられており、上階は、集合住宅として利用されている。
ホーフⅠは、エンデルの中庭と呼ばれ、レストランなどが入っている。ユーゲント・シュティールの建築家アウグスト・エンデル (de:August Endell) が、この中庭を囲む建物のファサードをデザインした。ホーフⅡは、シアターの中庭と呼ばれ、劇場やギャラリーがあり、その横にはカフェやショップなどがある。ホーフⅢは、芸術の中庭と呼ばれる。ホーフⅣは、泉の中庭と呼ばれ、トリッペンの旗艦店（北緯52度31分29.5秒 東経13度24分05.4秒 / 北緯52.524861度 東経13.401500度）が入っている。ホーフⅤは、栗の木の中庭と呼ばれ、アンペルマンショップの本店（北緯52度31分29.8秒 東経13度24分03.2秒 / 北緯52.524944度 東経13.400889度）が入っており、中庭の中心には大きな栗の木がある。ホーフⅥ、Ⅶ、Ⅷはそれぞれ、ソフィーエンの中庭、職人の中庭、住宅の中庭と呼ばれる。

## 交通アクセスと周辺
ハッケシャー・マルクト駅から徒歩3分。ヴァインマイスターシュトラーセ駅 (de:U-Bahnhof Weinmeisterstraße) から徒歩5分。
周辺には、ペルガモン博物館、ボーデ博物館、旧博物館、新博物館、旧国立美術館を擁するムゼウムスインゼルの他、ベルリン大聖堂、ベルリンテレビ塔などがある。